# Chuva de granizo no leste de Minas Gerais em 1985
A chuva de granizo no leste de Minas Gerais em 1985 foi um evento de queda de granizo e chuvas intensas que afetou severamente áreas dos vales do Rio Doce e Mucuri, no interior mineiro, em 30 de setembro de 1985. O município de Itabirinha, então denominado Itabirinha de Mantena, foi o mais afetado. Contava com cerca de 10 mil habitantes em 1985, dos quais 4 mil ficaram desabrigados. Somente nessa cidade foram registradas vinte vítimas fatais e seiscentos feridos.
A tempestade de granizo em Itabirinha, com pedras de gelo que chegavam a pesar um kg, durou cerca de quinze minutos, o suficiente para afetar mais de 50% das residências do núcleo urbano, incluindo 1 800 casas danificadas e cinquenta completamente destruídas. Na zona rural, 50% da safra de café do município foi perdida. Em Ipatinga, no Vale do Aço, a chuva de granizo provocou duas mortes e danos materiais. As regiões de Teófilo Otoni e Mantena também registraram tempestades.

## História
Na tarde do dia 30 de setembro de 1985, uma segunda-feira, diversas regiões dos vales do Rio Doce e Mucuri registraram tempestades severas. Em Ipatinga, a chuva de granizo acompanhada por rajadas de vento, descargas elétricas e enxurradas provocou duas mortes, destelhamento e destruição de casas, danos em carros e deslizamentos de barrancos e muros. Segundo a Defesa Civil, outras regiões atingidas por tempestades foram Mantena e Teófilo Otoni. No entanto, a localidade mais afetada naquele dia foi o município de Itabirinha, onde a tempestade de granizo atingiu proporções severas e com posterior repercussão internacional, com pedras de gelo que chegavam a pesar um kg.

Ruas inundadas de lama em Itabirinha depois da chuva de granizo.

A queda de granizo durou entre quinze e vinte minutos e foi suficiente para afetar de 50% a 70% das residências do núcleo urbano de Itabirinha, incluindo informações de 1 800 casas danificadas e cinquenta completamente destruídas. Dos cerca de dez mil habitantes, aproximadamente quatro mil ficaram desabrigados, seiscentos ficaram feridos e vinte morreram. Algumas das vítimas fatais foram encontradas nos dias seguintes congeladas, presas entre móveis quebrados e nos escombros das casas. Outras foram simplesmente soterradas pela camada de gelo, que chegou a 1,5 metro de altura. Estimativas iniciais da Defesa Civil indicavam que o número de mortos poderia chegar aos quarenta. O acumulado diário de chuva do dia 1º de outubro em um ponto de medição da CPRM localizado em Ataléia, município vizinho, referente à medição das últimas 24 horas, foi de 79,0 mm. Além das águas das chuvas intensas, o gelo que derreteu nos dias seguintes elevou o nível de alguns cursos hídricos que banham o município, provocando novas enchentes.
Também foram danificados o prédio da prefeitura, do quartel da Polícia, escolas e o hotel da cidade. Na zona rural de Itabirinha, cerca de 50% da safra de café, principal atividade econômica do município, foi perdida, o equivalente a oitocentas mil sacas. Segundo o então prefeito Clóvis de Castro, que teve uma crise de choro em vista da situação, 150 mil pés de café foram destruídos. O abastecimento de água, fornecimento de energia elétrica e os serviços de telecomunicações foram interrompidos em toda a cidade e 24 horas depois ainda não havia sido restabelecidos, apesar dos trabalhos das fornecedoras. No dia 4 de outubro, o excesso de gelo nas ruas fez com que o Corpo de Bombeiros suspendesse as buscas por dois corpos que ainda estavam desaparecidos. Até então dezoito vítimas fatais já haviam sido confirmadas.
Até o dia 5 de outubro, foram registrados cem casos de pneumonia e seis de tifo no Hospital São Lucas, o único da cidade, que apesar de também ter sido danificado já havia realizado mais de 1 200 atendimentos. O estoque de medicamentos ameaçava se esgotar, mas a visita do secretário estadual de saúde Raimundo Resende no dia 5 garantiu o repasse de medicamentos e vacinas necessárias. Chuvas fortes continuaram a atingir o leste mineiro nos primeiros dias de outubro, mas o predomínio foi de tempo ensolarado em Itabirinha a partir do dia 3, contribuindo com o derretimento do gelo e com a limpeza. De acordo com a Defesa Civil, quinze tratores e oitenta caminhões foram empenhados na limpeza da cidade. No dia 6 o processo de desobstrução das vias ainda não estava concluído e havia blocos de gelo próximos aos rios.

## Ajuda e repercussão
No dia seguinte à tragédia em Itabirinha, em 1º de outubro, começaram a chegar carregamentos de alimentos, medicamentos, barracas, colchões e geradores de energia, grande parte trazida por dois caminhões de Governador Valadares e do Fundo Especial de Calamidade Pública da Defesa Civil estadual. Médicos, militares e bombeiros de cidades vizinhas, Mantena e Governador Valadares também se estabeleceram em Itabirinha. O fornecimento de água potável foi feito por caminhões-pipa do Corpo de Bombeiros e do Departamento de Estradas de Rodagem (DER), que realizava obras na região, a pedido da Defesa Civil. A maioria dos desabrigados foi levada para igrejas e escolas, sendo cem deles para o Colégio Comercial Itabirense, que precisou ser coberto de lona por causa dos estragos. No dia 2 de outubro, foi decretado estado de emergência e Cr$ 1 bilhão foram liberados pelo Ministro do Interior, Ronaldo Costa Couto, para o atendimento das vítimas. Uma conta corrente também foi aberta no Banco do Brasil para a arrecadação de doações.
Segundo o então Serviço Nacional de Meteorologia, a ausência de equipamentos meteorológicos naquela época fez com que a tempestade fosse imprevisível. A estação de monitoramento mais próxima estava localizada no Rio de Janeiro, não sendo possível alcançar as localidades mais afetadas. O chefe do 5º Distrito de Meteorologia, Luiz Ladeira, afirmou se tratar de fenômenos meteorológicos "localizados" e que não poderia dar maiores explicações devido à ausência de monitoramento nessas áreas. No entanto, tempestades rápidas e isoladas não são incomuns nessa época do ano na região, marcando o início do período chuvoso. Apesar do episódio, que obteve repercussão nacional e internacional, o município se recompôs com o passar do tempo. O dia 30 de setembro foi decretado como ponto facultativo por alguns anos, em memória às vítimas.